# Dalmau de Mur
Dalmau de Mur y Cervelló (Cervera (Lérida), - Zaragoza, 1456), religioso español que ocupó varias prelaturas a lo largo de su vida: fue obispo de Gerona, arzobispo de Tarragona (1419 - 1431), y finalmente arzobispo de Zaragoza.

## Familia
Sus padres eran Luís de Mur (? - 1408), quien estaba conectado con la familia real aragonesa al haber acompañado al entonces infante Martín de Aragón a Sicilia, y Beatriz Alemany de Cervelló y Queralt, Barones de Mur, Albi y Cerviá. 
En total tenía cuatro hermanos:
- Acardo Pedro de Mur y Cervelló (?-1415), heredó las baronias de Albi y Cerviá y se casó en 1403 con Elsa de Cardona y Luna, hija de Hugo II de Cardona y Beatriz de Luna, pariente de Benedicto XIII. Fue gobernador de Cagliari en 1413 por Fernando I hasta su muerte, tras la cual fue enterrado en la iglesia de Mur. Tuvo tres hijos entre ellos Violante de Mur y Luna, quien heredaría las baronías, mujer de Fadrique de Aragón.
- Hugo Pedro de Mur y Cervelló (?-1430), fue el heredero de la Baronía de Mur y se tiene constancia de que participó en conflictos militares liderados por Alfonso V, casó con Blanca Maza de Lizana en el 1424 con quien tuvo dos hijas: 
  - Isabel de Mur (ca.1429 - después de 1474), camarera mayor de Juan II de Aragón, quien además será aya de su hija la infanta Juana de Aragón, futura reina de Nápoles, estaba casada con el noble Pedro de Urrea, señor de la tenencia de Alcalatén y gobernador de Valencia.[3]
  - Brianda Pedro de Mur (1426-después de 1487) que se casó con Nicolás de Carrós y Arbórea (? - 1479), quien fue Virrey de Cerdeña desde 1460 hasta el 1477 y con quien tuvo tres hijos que heredaron la Baronia de Mur.[3]
- Luis de Mur y Cervelló (?- antes de 1454) quien fue un caballero hospitalario, Comandante de Tortosa y en 1430 fue nombrado Senescal de Antonio Fluvián de la Rivera.
- Aldonza de Mur y Cervelló, casada en 1416 con Galceran II de Pinós-Fenollet "El Caballero" (1396-1443) quien era Vizconde de Illa y de Canet, señor de Pinós, Bagá, Mataplana y otros tantos, con quien tuvo tres hijos: Galcerán VII de Pinós-Fenollet (?-1470), Juan de Pinós-Fenollet (? - después de 1465) y Francisco de Pinós-Fenollet (?- después de 1475)

## Biografía
Debido a su improbable acceso a la herencia de alguna de las baronías de su familia debido a la existencia de dos hijos varones mayores, su vida eclesiástica empezó pronto, estudiando seguramente en la Universidad de Lérida y ya en el 1399 aparece como párroco en el valle en Valls y según Ramón Gaya Massot fue Canónigo en la Catedral de Lérida en el 1405, mientras que en 1409 aparece como tal en la de Gerona al igual que también llegó a ser el embajador del rey Alfonso V en la corte francesa en el 1418.
Vivió en un periodo de reorganización religiosa en el Reino de Aragón, espoleado por la política de la Corona y del Reino de Castilla. Para fortalecer las posiciones de la iglesia aragonesa, consiguió que los obispados de Segorbe y Albarracín se hicieran sufragáneos del de Zaragoza, aunque eso no impidió al final que la Catedral de Toledo ejerciera la Primacía, a lo que siempre se opuso y, de hecho, poco después de su fallecimiento, los Reyes de Aragón ya no sería coronados en La Seo (el último fue Carlos I).

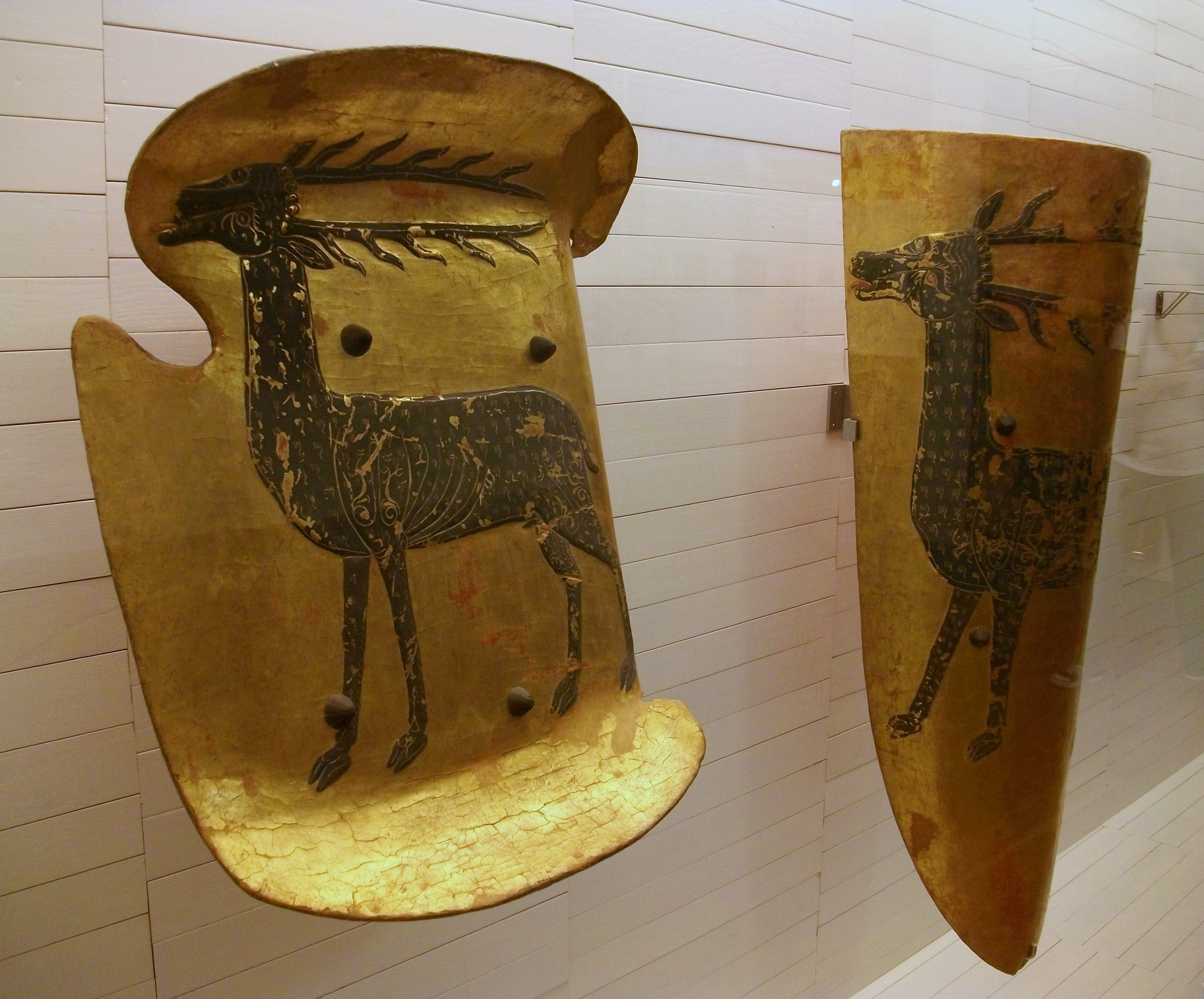
Tarja y pavés de Dalmau de Mur y Cervelló procedentes de la Cartuja de Vall de Cristo, actualmente expuestos en el Museo de Bellas Artes de Castellón.

La organización de la Archidiócesis zaragozana le permitió, no obstante, una febril actividad, en la que aprovechó su vertiente como mecenas y protector de las artes, que le devino en una dedicación por Pere Tomic en su obra Histories e conquestes dels Reys de Arago e Comtes de Barcelona.
En sus años al frente de la institución incorporó a la mensa la baronía de Biel e incrementó los fondos de la misma, constituyéndose en juez de los territorios sometidos a la Archidiócesis al obtener privilegio real para dirimir los conflictos de los vasallos bajo su jurisdicción.
Fue el fundador de la Cofradía de la Virgen del Pilar, cuya advocación tomó mayor cuerpo durante su mandato y que incentivó. En esa labor de afirmación del poder eclesiástico en Zaragoza, financió de su propio peculio el Coro de la Seo de Zaragoza -donde sería enterrado en un sepulcro bajo una placa de bronce con su escudo de armas-, así como distintos ornamentos litúrgicos y decorativos, entre los que destaca una gran colección de tapices con escenas religiosas como la serie sobre la Pasión de Cristo, erigió la Colegiata de la iglesia de Mora de Rubielos, el Palacio arzobispal y su retablo, -partes del mismo, como la predela, se encuentran fuera de España, en el Metropolitan Museum of Art-, y el Castillo de Valderrobres.

## Interregno
Durante el Interregno que previno al Compromiso de Caspe se inclinó por la candidatura de Jaime de Urgel al igual que lo hizo su tío Guerau Alemán de Cervelló y de Queralt, Gobernador General de Cataluña, aunque tiempo después una de sus sobrinas, Violante Luisa de Mur se casó, aunque sin consentimiento del rey, con el pretendiente al trono Fadrique de Aragón, quien poco después se conoció que entabló también relaciones con su cuñada, Valentina de Mur que después contrajo matrimonio con Carlos de Guevara, señor de Escalante y, al enviudar, entró en el monasterio de Santa Clara en Tordesillas, donde fue abadesa.